# Betty Williams
Betty Williams (Belfast, 1943. május 22. – Belfast, 2020. március 17.) Nobel-békedíjas északír politikus, a Community of Peace People (Béke Embereinek Közössége) mozgalom egyik alapítója.

## Élete
Római katolikusnak keresztelték, annak ellenére, hogy 4 nagyszülője közül 3 nem volt katolikus: anyai nagyapja zsidó, anyai nagyanyja katolikus volt, az apja pedig protestáns. Még fiatalkorában hallott olyan rokonokról, akiket a holokauszt során gyilkoltak meg.  Archiválva 2006. május 19-i dátummal a Wayback Machine-ben.
Miután édesanyja mozgásképtelenné vált, ő vette át a húgának a nevelését. Katolikus iskolába majd később kereskedelmi iskolába járt. Recepciósként dolgozott és két gyermeket nevelt (1961-ben férjhez ment a protestáns Ralph Williamshez).
1972-ben belépett az IRA-ba (Irish Republican Army – Ír Köztársasági Hadsereg), de nem maradt sokáig tag. Amikor 1973-ban a szeme előtt lőttek le egy brit katonát, letérdelt és mellette imádkozott. A katolikus szomszédok kritizálták, mivel rokonszenvet mutatott az "ellenség" iránt.
1976. augusztus 10-én szemtanúja volt, amikor egy IRA-katona által vezetett autó halálra gázolt három gyermeket. A gyermekek anyja, Ann Maguire, aki szintén jelen volt, 1980-ban öngyilkosságot követett el, miután sikertelenül próbált új életet kezdeni a tragédia után. Két nappal ezután, Betty Williams 6000 aláírást gyűjtött a békéért és felhívta magára a média figyelmét. Mairead Corrigannel, Anne Maguire nővérével együtt, megalapították a Women for Peace (Nők a Békéért) mozgalma, amelyből később a Community for Peace People (Béke Embereinek Közössége) lett. A két nő együtt békemenetet szervezett a gyermekek sírjához; ezen több mint 10 000 protestáns és katolikus nő vett részt. A békemenetet az IRA tagjai zavarták meg. A következő héten Williams és Corrigan új menetet szerveztek, ezúttal 35 000 résztvevővel.
Augusztus 13-án, a Maguire gyermekek temetésének napján, Betty Williams és Mairead Corrigan egy televíziós hírműsorban jelentek meg Ciaran McKeown újságíróval, és megalapították a Peace People-t (Béke Emberei). Az eredeti nyilatkozatot McKeown írta .
A két nő együtt kapott Nobel-díjat 1976-ban.

## Fordítás
- Ez a szócikk részben vagy egészben a Betty Williams (Nobel laureate) című angol Wikipédia-szócikk ezen változatának fordításán alapul.  Az eredeti cikk szerkesztőit annak laptörténete sorolja fel. Ez a jelzés csupán a megfogalmazás eredetét és a szerzői jogokat jelzi, nem szolgál a cikkben szereplő információk forrásmegjelöléseként.